# Faze clan
Faze Clan, av organisationen skrivet FaZe Clan, (tidigare Faze Sniping) är en e-sportorganisation som inriktar sig på att anställa professionella datorspelare i olika spel. Organisationen bildades 30 maj 2010 och har sitt högkvarter i Los Angeles, Kalifornien, USA. Organisationen har lag i många olika spel såsom: Call of Duty, Counter-Strike: Global Offensive, Tom Clancy's Rainbow Six Siege, Fortnite och PlayerUnknown's Battlegrounds.
År 2020 expanderade Faze ytterligare med lag inom FIFA och PUBG Mobile.

## Historia
Faze Clan, tidigare Faze Sniping, gjorde sin debut på YouTube genom att ladda upp Call of Duty-videor. De tre spelarna Eric "CLipZ" Rivera, Jeff "House Cat" Emann (mer känd som "Timid") och Ben "Resistance" Christensen startade YouTube kanalen främst för att lägga ut roliga videor. Senare ändrade kanalen fokus och istället började de lägga ut videor på fenomenet "trickshotting" som går ut på att göra häftiga rörelser i samband med Call of Duty matchens slut. Numera driver Thomas "Temperrr" Oliveira organisationen och flertal av medlemmarna driver nu YouTube kanaler där de lägger ut videobloggar.

### Red Reserve
I december 2014 meddelade Faze att de startade en ny dotterorganisation. Denna organisationen kom till att bli mer fokuserad på Call of Duty-trickshotting i samband när huvudorganisationen Faze Clan skiftade fokus på att skapa videobloggar istället för trickshotting-videor. Red Reserve kom till att ladda upp videor på trickshots fram till juni 2016 när Faze inte längre ville vara associerade med Red Reserve. Red Reserve kom senare till att skaffa lag i bland annat Counter-Strike: Global Offensive och Call of Duty men lade ner i mitten av 2019 då många spelare lämnade organisationen.

### Faze Studios
I april 2020 meddelade Faze att Michael Sugar, en film och tv-producent kom till att samarbeta för att skapa Faze Studios. Denna studios främsta syfte är att skapa filmer och animerade tv-serier.

## Spelare

### Counter-Strike: Global Offensive
- Russel "Twistzz" Van Dulken
- Finn "karrigan" Andersen
- Robin "ropz" Kool
- Helvijs "broky" Saukants
- Håvard "rain" Nygaard

### FIFA
- Tassal "Tass" Rushan

### Fortnite
- Nate "Nate Hill" Hill
- Timothy "Bizzle" Miller
- Josue "Sway" Sway
- Kyle "Mongraal" Jackson